# William Shea (montatore)
William Shea, accreditato talvolta come Billy Shea (Hamilton, 16 aprile 1893 – Los Angeles, 29 settembre 1961), è stato un montatore e regista canadese che lavorò negli Stati Uniti sin dagli anni dieci del Novecento, all'epoca del muto.

## Filmografia
- Children of the Feud, regia di Joseph Henabery (1916)
- L'americano (The Americano), regia di John Emerson (1916)
- Wild and Woolly, regia di John Emerson (1917)
- Down to Earth, regia di John Emerson (1917)
- Il fanciullo del West (The Man from Painted Post), regia di Joseph Henabery (1917)
- Douglas Fairbanks nella luna (Reaching for the Moon), regia di John Emerson (1917)
- Un moschettiere moderno (A Modern Musketeer), regia di Allan Dwan (1917)
- Douglas l'avventuriero dilettante (The Knickerbocker Buckaroo), regia di Albert Parker (1919)
- Her Kingdom of Dreams, regia di Marshall Neilan (1919)
- Courage, regia di Sidney Franklin (1921)
- Singer Jim McKee, regia di Clifford Smith (1924)
- I signori preferiscono le bionde (Gentlemen Prefer Blondes), regia di Malcolm St. Clair (1928)
- Crepuscolo di gloria (The Last Command), regia di Josef von Sternberg (1928)
- Under the Tonto Rim, regia di Herman C. Raymaker (1928)
- Avventure di mezzanotte (Partners in Crime), regia di Frank R. Strayer (1928)
- Viaggio di nozze (Just Married), regia di Frank R. Strayer (1928)
- La canarina assassinata (The Canary Murder Case), regia di Malcolm St. Clair (1929)
- La piovra (Why Bring That Up?), regia di George Abbott (1929)
- L'uomo della Virginia (The Virginian), regia di Victor Fleming (1929)
- La via del cielo (Half Way to Heaven), regia di George Abbott (1929)
- The Spoilers, regia di Edwin Carewe (1930)
- L'ultima carovana (Fighting Caravans), regia di Otto Brower e David Burton (1931)
- Le vie della città (City Streets), regia di Rouben Mamoulian (1931)
- Il dottor Jekyll (Dr. Jekyll and Mr. Hyde), regia di Rouben Mamoulian (1931)
- Un'ora d'amore (One Hour with You), regia di Ernst Lubitsch (1932)
- Amami stanotte (Love Me Tonight), regia di Rouben Mamoulian (1932)
- La maniera di amare (The Way to Love), regia di Norman Taurog (1933)
- Il mistero del varietà (Murder at the Vanities), regia di Mitchell Leisen (1934)
- Little Miss Marker, regia di Alexander Hall (1934)
- Quartiere cinese (Limehouse Blues), regia di Alexander Hall (1934)
- Ali nel buio (Wings in the Dark), regia di James Flood (1935)
- Love in Bloom, regia di Elliott Nugent (1935)
- College Scandal, regia di Elliott Nugent (1935)
- Two for Tonight, regia di Frank Tuttle (1935)
- I milioni della manicure (Hands Across the Table), regia di Mitchell Leisen (1935)
- Desiderio (Desire), regia di Frank Borzage (1936)
- Hollywood Boulevard, regia di Robert Florey (1936)
- Rose Bowl, regia di Charles Barton (1936)
- La fuga di Bulldog Drummond (Bulldog Drummond Escapes), regia di James P. Hogan (1937)
- Angelo (Angel), regia di Ernst Lubitsch (1937)
- L'ottava moglie di Barbablù (Bluebeard's Eighth Wife), regia di Ernst Lubitsch (1938)
- Give Me a Sailor, regia di Elliott Nugent (1938)
- St. Louis Blues, regia di Raoul Walsh (1939)
- What a Life, regia di Theodore Reed (1939)
- Our Neighbors - The Carters, regia di Ralph Murphy (1939)
- Those Were the Days!, regia di Jay Theodore Reed (1940)
- Life with Henry, regia di Theodore Reed (1940)
- Victory, regia di John Cromwell (1940)
- Quell'incerto sentimento (That Uncertain Feeling), regia di Ernst Lubitsch (1941)
- Buy Me That Town, regia di Eugene Forde (1941)
- Glamour Boy, regia di Ralph Murphy e, non accreditato, Ted Tetzlaff (1941)
- Il segreto sulla carne (The Lady Has Plans), regia di Sidney Lanfield (1942)
- Lo scorpione d'oro (My Favorite Blonde), regia di Sidney Lanfield (1942)
- Lady Bodyguard, regia di William Clemens (1943)
- Dixie, regia di A. Edward Sutherland (1943)
- Tutto esaurito (Standing Room Only), regia di Sidney Lanfield (1944)
- Bring on the Girls
- La corsa della morte (Salty O'Rourke), regia di Raoul Walsh (1945)
- Isle of Tabu, regia di William Shea - cortometraggio (1945)
- The Well Groomed Bride, regia di Sidney Lanfield (1946)
- Eroi nell'ombra (O.S.S.), regia di Irving Pichel (1946)
- The Trouble with Women, regia di Sidney Lanfield (1947)
- Corsari della terra (Wild Harvest), regia di Tay Garnett (1947)
- Saigon, regia di Leslie Fenton (1947)
- So You Want to Be a Bachelor, regia di Richard L. Bare - cortometraggio (1951)
- So You Want to Be a Plumber, regia di Richard L. Bare - cortometraggio (1951)
- So You Want to Get It Wholesale, regia di Richard L. Bare - cortometraggio (1952)
- Man of Conflict, regia di Hal R. Makelim (1953)
- The Peacemaker, regia di Ted Post (1956)
- She Demons, regia di Richard E. Cunha (1958)